# Arvet
Arvet is een plaats in de gemeente Rättvik in het landschap Dalarna en de provincie Dalarnas län in Zweden. De plaats heeft 52 inwoners (2005) en een oppervlakte van 18 hectare.